# Lijst van burgemeesters van Moordrecht
Dit is een lijst van burgemeesters van de voormalige Nederlandse gemeente Moordrecht in de provincie Zuid-Holland. Per 1 januari 2010 maakt Moordrecht deel uit van de op die datum gestichte gemeente Zuidplas.
| Ambtsperiode | Naam burgemeester                    | Partij of stroming    | Bijzonderheden |
| ------------ | ------------------------------------ | --------------------- | -------------- |
| 1825 - 1832  | Joannes van Staveren                 |                       |                |
| 1832 - 1865  | Cornelis van Vollenhoven (1809-1896) |                       |                |
| 1865 - 1880  | J.J. Snel sr.                        |                       |                |
| 1880 - 1906  | A.C. Snel                            |                       |                |
| 1906 - 1936  | J.J. Snel jr.                        |                       |                |
| 1936 - 1952  | K.H. Brandt                          | Liberale Staatspartij |                |
| 1952 - 1977  | H.C. Vermaat                         | VVD                   |                |
| 1977 - 1987  | Ronald (R.J.G.) Bandell              | PPR                   |                |
| 1987 - 1995  | André (A.F.) Bonthuis                | PvdA                  |                |
| 1996 - 2003  | Riny (C.M.) van der Bie-van Vliet    | PvdA                  |                |
| 2003 - 2006  | Peter (P.) Neeb                      | VVD                   | Waarnemend     |
| 2006 - 2009  | Huub (H.A.) van der Meer             | CDA                   | Waarnemend     |